# Dębina (gmina Biała)
 Dębina – wieś w Polsce położona w województwie łódzkim, w powiecie wieluńskim, w gminie Biała.
W latach 1975-1998 miejscowość administracyjnie należała do województwa sieradzkiego.
Miejscowość istnieje od ok. 150 lat.
Nazwa miejscowości pochodzi od licznie występujących lasów dębowych. Lasy i pola zajmują znaczną część tej miejscowości.